# Les Gardiennes (film)
Pour les articles homonymes, voir Les Gardiennes et Gardienne.
Pour plus de détails, voir Fiche technique et Distribution.
Les Gardiennes est un film français réalisé par Xavier Beauvois, sorti en 2017, d'après le roman Les Gardiennes d'Ernest Pérochon.

## Synopsis
L'histoire est celle des femmes qui font fonctionner les exploitations agricoles pendant que les hommes sont partis à la Première Guerre mondiale, surtout l'une d'elles particulièrement énergique : Hortense.
En 1915 dans la campagne limousine, Hortense (Nathalie Baye) fait tant bien que mal tourner la ferme du Paridier en l’absence de ses deux fils Georges (Cyril Descours) et Constant (Nicolas Giraud) et de son gendre Clovis (Olivier Rabourdin), tous trois partis au front. Elle est assistée en cela par sa fille Solange (Laura Smet, également fille de Nathalie Baye dans la vie), l’épouse de Clovis. Cependant, la nécessité d’une personne supplémentaire se fait sentir à l’approche des moissons : Hortense engage alors Francine (Iris Bry), une jeune commise de vingt ans issue de l’assistance publique. Cette dernière se montre d’une aide précieuse pour le Paridier. Cependant, des amours ancillaires et la venue de soldats américains à partir de 1917 vont perturber tout ce petit monde.

## Fiche technique
- Titre original : Les Gardiennes
- Réalisation : Xavier Beauvois
- Scénario : Xavier Beauvois, Marie-Julie Maille et Frédérique Moreau d'après l'ouvrage Les Gardiennes d'Ernest Pérochon
- Montage : Marie-Julie Maille
- Décors : Cécile Deleu
- Chef décorateur : Yann Mégard
- Costumes : Anaïs Romand
- Casting : Karen Hottois
- Directrice de la photographie : Caroline Champetier
- Musique : Michel Legrand
- Supervision musicale :
- Direction artistique : Patrick Schmitt
- Scripte : Agathe Grau
- Postproduction : Amazing Digital Studios
- Producteurs : Sylvie Pialat et Benoît Quainon
- Coproducteurs : Pauline Gygax, Max Karli, Jacques-Henri Bronckart, Michel Merkt
- Pays d'origine :  France
- Sociétés de production : Les films du Worso, Rita Productions, Pathé-Orange Studio, France 3 Cinéma, KNM, Versus Production
- Soutiens à la production :
- SOFICA : Cofinova 13, Indéfilms 5, Soficinéma 13
- Société de distribution :
- Format : couleur - 35 mm - 2.39:1
- Genre : drame
- Durée : 134 min
- Budget :
- Format : couleur
- Son : Dolby Digital
- Dates de sortie :
  - France : 6 décembre 2017
- Diffusion télévisée : le 1er avril 2021 sur France 2[1]

## Distribution
- Nathalie Baye : Hortense Sandrail
- Iris Bry : Francine Riant
- Laura Smet : Solange
- Cyril Descours : Georges Sandrail
- Gilbert Bonneau : Henri Sandrail
- Olivier Rabourdin : Clovis
- Nicolas Giraud : Constant Sandrail
- Mathilde Viseux-Ely : Marguerite Sandrail
- Xavier Maly : Edgar
- Yann Bean :  John
- Marie-Julie Maille : la Monette
- Madeleine Beauvois : Jeanne, la fille de la Monette
- Alain Artur : le maire
- Adrien Denizou : le maire de l'annonce à la Monette
- Michel Lamy : le père
- Laurence Havard : Suzanne
- Victor Belmondo : Victor, le soldat dans le train

## Production

### Lieux de tournage
- Gare de Verneuil-sur-Vienne, scène de l'arrivée d'un train en gare[2].
- Rues du village de Saint-Benoît-du-Sault
- Intérieur de maison de Montrol-Sénard

## Musique
Sauf indication contraire, les informations mentionnées dans cette section peuvent être confirmées par le générique de fin de l'œuvre audiovisuelle présentée ici, ainsi que par la base de données cinématographiques IMDb,  présente dans la section « Liens externes ».
- La Chanson des blés d'or par Camille Soubise et L. Lemaître de 1882 (Francine fredonne à la ferme).
- Pretty Baby (en) de Gus Kahn, Tony Jackson et Egbert Van Alstyne (en).
- Prélude et fugue en la majeur de Jean-Sébastien Bach.
- Amours fragiles par Alexandre Trébitsch de 1899 (Francine chante au cabaret).
- Berceuse adaptation française de Ma Curly Headed Baby de George H. Clutsam (en) (Francine chante au cabaret).

### Musique non mentionnée dans le générique
- Vivre sa vie de Michel Legrand (tirée du film Vivre sa vie) (annonce de la mort de Constant).

## Accueil

### Accueil critique
Sur l'agrégateur américain Rotten Tomatoes, le film récolte 95 % d'opinions favorables pour 56 critiques. Sur Metacritic, il obtient une note moyenne de 81⁄100 pour 15 critiques.
En France, le site Allociné propose une note moyenne de 3,4⁄5 à partir de l'interprétation de critiques provenant de 29 titres de presse.

## Distinctions

### Nominations
- 23e cérémonie des Lumières :
  - Nomination pour le Lumière de la révélation féminine pour Iris Bry
  - Nomination pour le Lumière de la meilleure image pour Caroline Champetier
- César 2018 : 
  - Nomination pour le César du meilleur espoir féminin pour Iris Bry
  - Nomination pour le César de la meilleure adaptation pour Xavier Beauvois, Frédérique Moreau et Marie-Julie Maille
  - Nomination pour le César de la meilleure photographie pour Caroline Champetier
  - Nomination pour le César des meilleurs costumes pour Anaïs Romand